# Arroyo Ompolveda
El arroyo Ompolveda es un curso de agua del interior de la península ibérica, afluente del río Tajo. Discurre por la provincia española de Guadalajara.

## Curso
El arroyo, que desemboca en el Tajo por la izquierda, tiene una longitud de unos 19 km. Un tramo de 7,6 km de su curso está protegido como reserva natural fluvial. Su curso se encuentra retenido en un embalse algo antes de desembocar en el embalse de Entrepeñas, aguas abajo de Pareja (véase azud de Pareja). Las aguas del río, perteneciente a la cuenca hidrográfica del Tajo, acaban vertidas en el océano Atlántico.